# Bezměrov
Bezměrov és un poble del districte de Kroměříž a la regió de Zlín, República Txeca, amb una població calculada a principis de l'any 2018 de 520 habitants.
Es troba al nord-oest de la regió, a la zona més occidental dels Carpats, a l'est de Praga, prop de la riba del riu Morava —un afluent esquerre del Danubi— i de la frontera amb les regions de Moràvia Meridional i Olomouc.